# 汉丰街道
汉丰街道，是中华人民共和国重庆市开州区下辖的一个乡镇级行政单位。

## 行政区划
汉丰街道下辖以下地区：
驷马社区、永兴社区、九龙社区、凤凰社区、安康社区、盛山社区、迎宾社区、百成社区、金州社区、锦程社区、红光社区、川心村和南元村。